# Allegro (ženski vokalni sastav)
Allegro je ženski vokalni sastav iz Sarajeva. Osnovala ga je bh. dirigentica Samra Gulamović.  Prvi put međunarodno se predstavio 1999. godine. Nastup je bio na Cipru. S Allegrom je najvažnije nastupe ostvarila lipnja 2001. na međunarodnome glazbenom festivalu u Fivizzanu u Italiji, na kojem su osvojile prvo mjesto. Drugi veliki uspjeh je srebrena medalja na Zborskoj olimpijadi u Koreji 2002. godine. Prestiž je tim veći jer to je najveće natjecanje zborova na svijetu. Niz uspjeha nastavili su drugim mjestom na međunarodnom festivalu Isola del Sole u talijanskom Gradu 2003., za što su dobili srebrnu diplomu. Pobijedile su 2007. godine u kategoriji vokalnih ansambla na I. međunarodnom festivalu zborske glazbe Lloret de Mar u Kataloniji.